# Leopoldo Franciolini
Leopoldo Franciolini (1º marzo 1844 – 10 febbraio 1920) è stato un antiquario e falsario italiano.
È ricordato come un truffatore che vendeva strumenti musicali antichi contraffatti o adulterati. Approfittando dell'infatuazione dei collezionisti del suo tempo per ogni sorta di antichità, non si accontentava semplicemente di comprare e rivendere per profitto, ma intraprese un'attività di frode che gli causò problemi con la giustizia. Molti dei numerosi strumenti passati per il suo negozio fanno ora parte di grandi collezioni, sia pubbliche che private.
La sua attività è stata dannosa sotto più di un aspetto, perché ha ingarbugliato la storia dei clavicembali. Non contento di fabbricare dei falsi "antichi", smontava gli strumenti autentici per riutilizzarne i pezzi, cancellava le firme dei costruttori per aggiungerne altre più antiche o inventate, modificava gli strumenti autentici per conferire loro un aspetto più appetibile: secondo E. Kottik, un importante numero di clavicembali italiani a due o addirittura a tre tastiere sono il risultato dei lavori di Franciolini. A tutt'oggi il suo lavoro è un impedimento allo studio scientifico degli strumenti del passato.

## Carriera

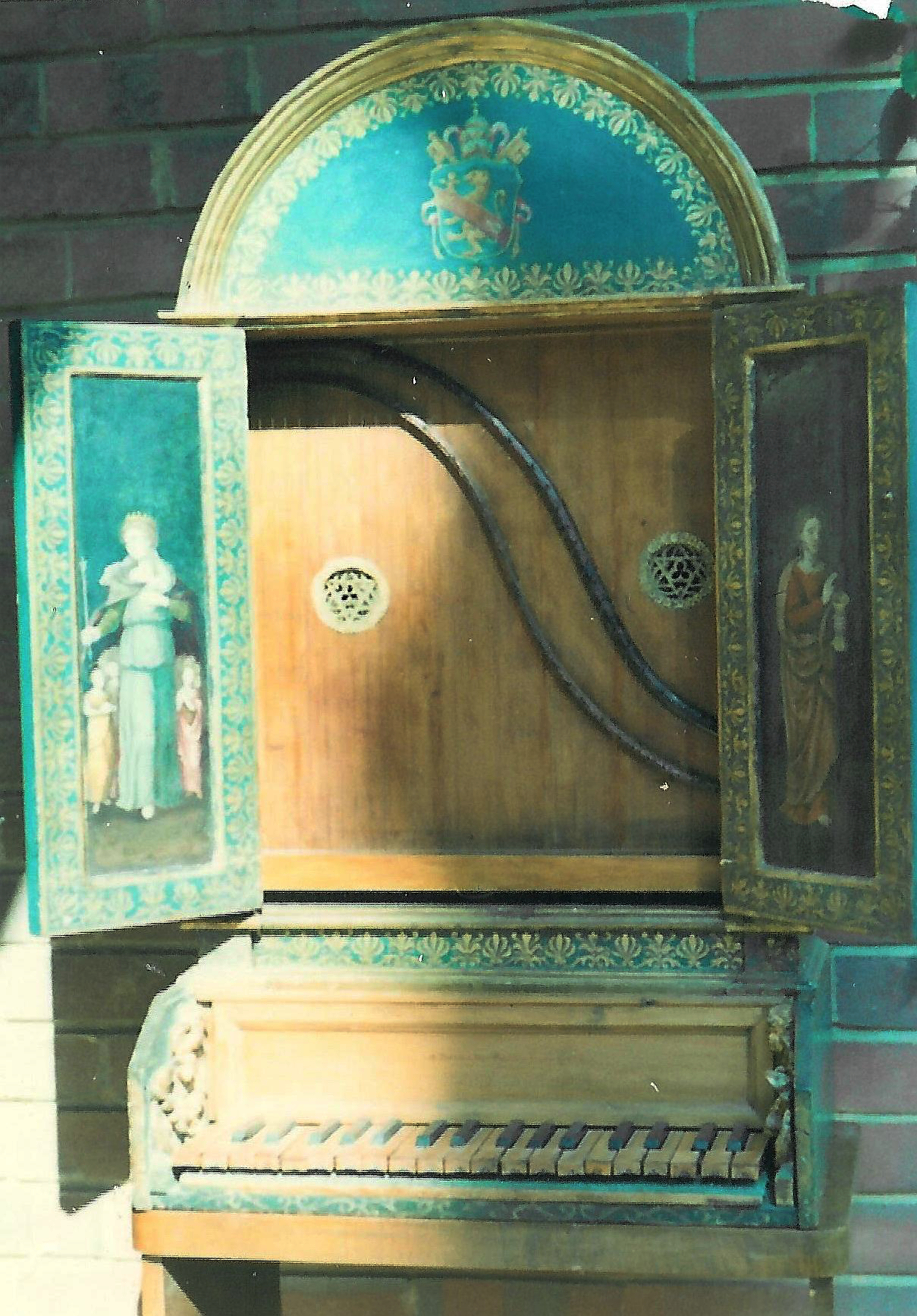
Questo claviciterio, venduto da Franciolini e oggi conservato nella Collezione di strumenti musicali Hans Adler, è diverso dagli strumenti autentici di questo tipo. Fu utilizzato come prova nel processo contro Franciolini; vedi oltre.

Poco si sa della vita di Franciolini. L'anagrafe riporta che nacque il 1º marzo 1844, si sposò nel 1879 ed ebbe sei figli, di cui uno morì prima dell'età adulta. I registri dell'anagrafe lo qualificano come organista e antiquario. È possibile che abbia aperto la sua attività nel 1879, data presente nei suoi cataloghi. Il suo negozio a Firenze cambiò spesso sede.
Franciolini vendette svariati strumenti contraffatti o modificati in modo da essere più appetibili per i clienti ingenui. Ad esempio, aggiunse decorazioni di vario tipo o addirittura intere tastiere in più ai clavicembali. Segnò date false sugli strumenti per farli sembrare più antichi e falsificò le firme di costruttori noti. Le sue modifiche hanno danneggiato il valore musicale degli strumenti e soprattutto il loro valore per la ricerca scientifica, rendendoli meno utili per i costruttori attuali di strumenti antichi, i quali si rifanno ai modelli originali per costruire copie fedeli.
Come nota Ripin, non si possono semplicemente ignorare gli strumenti che furono di proprietà di Franciolini, perché un gran numero di preziosi strumenti autentici passò comunque dal suo negozio. Questi ultimi venivano inoltre talvolta modificati per renderli più simili a quelli contraffatti, che acquisivano così maggiore credibilità.

### Caratteristiche degli strumenti contraffatti
Le modifiche di Franciolini erano spesso rozze, come forme semplicistiche di decorazioni artistiche ed errori ortografici nei nomi dei costruttori e nei motti latini. Kottick fa notare un clavicembalo in cui il ponticello aggiunto per il registro di 4' non è solo rozzamente realizzato, ma è anche più grande del ponticello di 8', un'assurdità dal punto di vista costruttivo. Nella prima parte della sua carriera Franciolini era talmente ignorante che costruì una tastiera in cui i tasti neri erano sempre in gruppi di tre, invece dei corretti due e tre alternati.
Una specialità di Franciolini era aggiungere tastiere in più ai clavicembali. Ad esempio, Franciolini raffazzonò un totale di cinque clavicembali a tre tastiere, superando numericamente l'unico clavicembalo a tre tastiere effettivamente autentico. I clavicembali a due tastiere erano rari in Italia e Kottick suggerisce che praticamente ogni strumento dichiarato da un museo come italiano a due tastiere abbia ricevuto la seconda nel negozio di Franciolini.

### Clientela

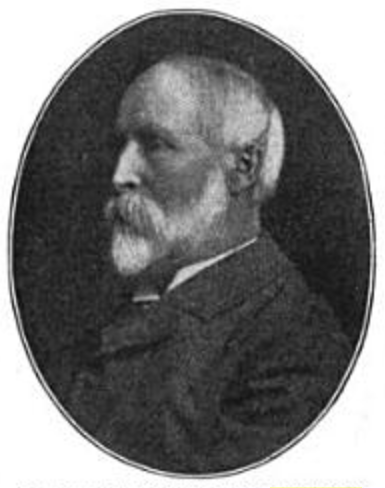
Frederick Stearns, uomo d'affari (del settore farmaceutico) e collezionista di strumenti musicali, ripetutamente truffato da Franciolini.

Franciolini lavorava in un'epoca in cui le grandi collezioni di strumenti (oggi conservate nei musei) venivano costituite tramite l'acquisto da parte di singoli collezionisti facoltosi. Le pubblicazioni scientifiche per proteggere gli acquirenti dalle frodi erano scarse e di conseguenza le collezioni che poi furono acquisite dai musei erano piene di strumenti contraffatti.
Diversi collezionisti riuscirono più o meno bene a rendersi conto delle truffe. Ad esempio, Arnold Dolmetsch, famoso pioniere della riscoperta della musica antica e costruttore egli stesso, frequentò il negozio di Franciolini e si accorse facilmente delle frodi che vi avvenivano. Diversamente, il collezionista americano Frederick Stearns fu entusiasta degli strumenti che trovava da Franciolini e comprò indiscriminatamente; un secolo dopo fu poi criticato dagli esperti che curano la sua collezione ad Ann Arbor, ossia la Collezione di strumenti musicali Stearns. Descrivendo uno strumento essi notano:
È possibile, secondo Kottick, che ad alcuni dei clienti di Franciolini non importasse della frode, poiché essi consideravano gli strumenti antichi come meri oggetti decorativi e non come documenti storici. Questa ipotesi è sostenuta anche dal liutaio/negoziante Sinier de Ridder, il quale suggerisce inoltre che Franciolini "non era il solo a offrire a una ricca clientela oggetti musicali come pezzi di arredamento".

### Arresto e processo
Franciolini prosperò nelle sue arrività fraudolente per molti anni. Nel 1909, tuttavia, commise una truffa che lo portò all'arresto. I fatti non sono del tutto chiari dai resoconti dell'epoca, ma Ripin offre una plausibile congettura.
Secondo Ripin, la fonte dei guai legali di Franciolini furono i rapporti commerciali con un altro furbacchione. Un conte Passerini comprò un gran numero di strumenti, fra cui dei falsi, da Franciolini e li rivendette a prezzo maggiorato a Wilhelm Heyer, un eminente collezionista tedesco di Colonia. Passerini aggiunse del proprio: nascose di aver comprato gli strumenti da Franciolini, dichiarando invece che erano stati trovati in un palazzo di Siena.
Heyer si accorse in fretta degli strumenti adulterati. Era un collezionista esperto e non gli fu difficile smascherare la menzogna di Passerini: alcuni degli strumenti portavano l'etichetta del negozio di Franciolini o erano presenti nei cataloghi di Franciolini. Scoperta la truffa, Heyer restituì la collezione al conte Passerini, che querelò a sua volta Franciolini denunciandolo al pubblico ministero. Brauchli scrive "è altamente improbabile che Franciolini, ben al corrente della reputazione di Heyer, abbia cercato di truffarlo così sfacciatamente".
Il processo contro Franciolini nel 1910 attirò grande attenzione; il quotidiano La Nazione scrisse che "un largo pubblico composto di antiquari, esperti d'arte, artisti, ecc." vi assistette. Ben tre giudici riconobbero il capo d'accusa del tutto convincente e le prove della difesa troppo deboli; nel verdetto descrissero con gusto alcune delle più evidenti prove delle frodi (vedi sopra).
Franciolini fu dichiarato colpevole e condannato a quattro mesi di prigione, che furono commutati in una multa di 1000 lire.

### L'attività di Franciolini negli ultimi anni
La condanna non dissuase Franciolini dal continuare con le sue frodi; riprese infatti a raffazzonare e adulterare strumenti per il resto della sua vita. Heyer potrebbe aver cercato di mettere in guardia altri collezionisti riguardo a Franciolini; un articolo anonimo apparso sulla rivista organologica tedesca Zeitschrift für Instrumentenbau e riportante l'episodio di Passerini dal punto di vista di Heyer secondo Ripin riuscì effettivamente a impedire che altri collezionisti cadessero nella truffa. Ma al di fuori dei paesi di lingua tedesca c'erano ancora tanti acquirenti ignari della condanna di Franciolini ed è possibile che egli possa aver continuato le sue attività senza troppi problemi.
Una vendita particolarmente spudorata sembra aver avuto luogo nel 1911. Come riportato nella Zeitschrift für Instrumentenbau, Luigi, figlio di Franciolini, si recò a Londra con il cognato, portando con sé un lotto di strumenti dichiarato parte dei beni del padre, che i due affermavano essere morto. Fra gli strumenti ce n'era uno a tre tastiere derivato da un clavicembalo a una tastiera di Stefano Bolcioni del 1627. Sembra che i Franciolini l'avessero ridecorato, in modo che non potesse essere riconosciuto dalle fotografie dei cataloghi precedenti. Lo strumento fu probabilmente venduto con successo e finì nella Collezione Russell di Edimburgo.
Franciolini morì nel 1920 (10 febbraio, di polmonite bronchiale), ma l'attività proseguì con i suoi figli. Comunque, Ripin nota (p. xv) che allora "l'epoca d'oro era finita. Il collezionismo su larga scala e spesso indiscriminato di opere d'arte italiane che ha caratterizzato la fine del XIX secolo e i primi anni del XX finì con la crescente competenza dei curatori dei musei e dei collezionisti privati". Le attività della famiglia Franciolini si fermarono gradatamente, e almeno uno dei figli trovò un altro impiego.

## Gestione delle frodi di Franciolini in epoca moderna

### Musei e curatori

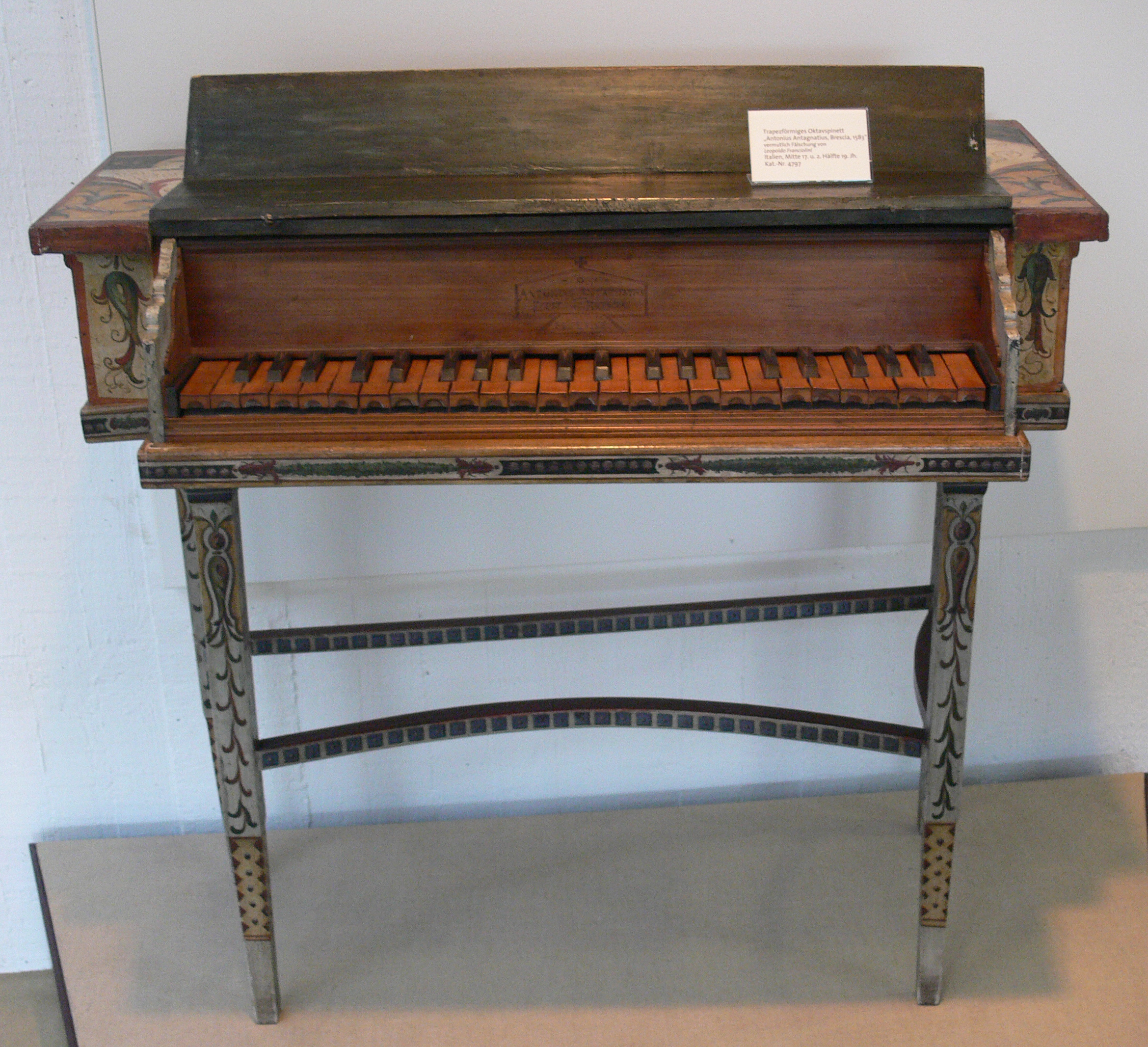
Un ottavino (piccolo clavicembalo all'ottava superiore) ritenuto essere opera di Franciolini. Vedi il testo per maggiori dettagli.

Vari curatori moderni di musei hanno fatto in modo che gli oggetti delle loro collezioni ritenuti dei falsi di Franciolini fossero pubblicamente riconosciuti come tali. Ad esempio, la Collezione Stearns, ciata sopra, informa scrupolosamente sia sul sito che all'entrata del museo che molti degli strumenti in loro possesso sono opere di Franciolini. I curatori del Museo degli strumenti musicali di Berlino hanno etichettato l'ottavino dell'immagine qua fianco "ottavino trapezoidale, firmato 'Antonius Antagnatius, Brescia, 1583' (probabilmente un falso di Leopoldo Franciolini). Italia, metà del XVII secolo e seconda metà del XIX".
I curatori della collezione del Memoriale Hans Adler in Sudafrica restano neutrali nel giudizio di Franciolini, menzionando l'autoattribuzione del claviciterio descritto sopra e anche la sua apparizione nel processo contro Franciolini.
Il sito del Germanisches Nationalmuseum di Norimberga riporta un clavicembalo a tre tastiere firmato "Bartholomeo Christofari Patavinus fecit Florentiae 1703", cioè Bartolomeo Cristofori, ma avvisano che l'iscrizione è falsa e lo strumento è in realtà basato su un fortepiano inglese ed è stato creato nel XIX secolo. Più in generale, l'organologo Laurence Libin ha scritto "i prodotti di Franciolini sono fin troppo comuni e spesso non riconosciuti".
La maggior parte dei grandi musei di strumenti musicali mancano dello spazio per esporre al pubblico tutti i loro strumenti. La decisione dei curatori dopo l'identificazione di uno strumento di Franciolini è stata a volte quella di spostarlo nei magazzini. Così, uno spettacolare clavicembalo a tre tastiere creato nel negozio di Franciolini è stato per lungo tempo un importante pezzo nella galleria degli strumenti musicali del Deutsches Museum di Monaco ma ora non è più visibile. Nessuno dei 14 strumenti di Franciolini del Metropolitan Museum of Art è in esposizione, come nemmeno (al 2014) lo erano i 38 oggetti di Franciolini menzionati sul sito della Collezione Stearns.
Un'altra opzione dei musei per far fronte agli strumenti di Franciolini è di rimuoverli dalle collezioni. Un esempio è il clavicembalo a tre tastiere che Franciolini vendette nel 1900 alla grande collezionista Mary Elizabeth Brown, che lo collocò nelle collezioni del Metropolitan Museum al quale era affiliata. Questo clavicembalo fu realizzato nel negozio di Franciolini a partire da un fortepiano costruito da Vincenzio Sodi nel 1789. Il Metropolitan Museum lo vendette nel 1983 a John Koster (un noto studioso del clavicembalo) e Jacqueline Block, che in seguito lo donò (2008) al Museo Nazionale della Musica di Vermillion, South Dakota, dove si trova tuttora.

### Studiosi
L'organologo Edwin Ripin fu di aiuto nel sistemare la confusione provocata da Franciolini pubblicando un'edizione dei suoi cataloghi (Ripin 1974, citato più avanti). Brauchli (1998) scrive che grazie alla ricerca e alle pubblicazioni di Ripin "la maggior parte degli strumenti adulterati e falsificati nei musei di tutto il mondo ora sono stati identificati". Ma è un'affermazione ottimistica; la ricerca di Kottick e Lucktenberg (1997) sui musei di strumenti musicali indica che molti degli strumenti sono probabilmente – se non certamente – opera di Franciolini. E anche quando è noto che uno strumento è passato dalle mani di Franciolini, rimane il dubbio di quanto sia stato modificato. Ad esempio, la seguente descrizione appare sul sito della Collezione Stearns di Ann Arbor (catalogo #1333):
Gli strumenti adulterati da Franciolini rappresentano una sfida e indubbiamente anche un divertimento per i moderni studiosi – l'esperto di clavicembali Denzil Wraight ha detto che "districare il groviglio dei falsi di Franciolini offre un innocuo divertimento". L'affermazione di Wraight proviene da un articolo accademico nel quale egli motiva il suo ragionamento che il clavicembalo a tre tastiere del Deutsches Museum, attribuito da Franciolini a Bartolomeo Cristofori, fosse in origine uno strumento a una tastiera costruito nel 1658 da Girolamo Zenti. Il clavicembalo a tre tastiere del Museo Nazionale della Musica (descritto sopra) fu studiato nel dettaglio da John Koster nel periodo in cui fu in suo possesso. L'attribuzione a Sodi di Koster non fu difficile perché Franciolini trascurò di cancellare la firma di Sodi su una delle catene. L'articolo di Koster su questo strumento (1999) si concentra invece sulle informazioni che si possono ricavare sul fortepiano di Sodi dalla riconversione in clavicembalo. Un simile lavoro di indagine è stato condotto da Grant O'Brien sullo strumendo di Bolcioni riconvertito da Franciolini in clavicembalo a tre tastiere della Collezione Russell di Edimburgo menzionato sopra.

### Rivenditori e case d'aste
Una moderna casa d'aste che tenga alla propria reputazione deve fare molta attenzione nel vendere uno strumento di Franciolini. Di conseguenza, quando Christie's mise all'asta una tiorba macchiata da una probabile provenienza francioliniana, il nome di Franciolini fu scritto sul sito in lettere maiuscole e il prezzo di apertura fu molto basso (come anche il prezzo finale). Sotheby's, nel vendere dei virginali di Franciolini, adottò le stesse misure di avvertimento e stimò un prezzo basso.